# Katwina
Katwina (biał. Катвіна; ros. Катвино) – wieś na Białorusi, w obwodzie mohylewskim, w rejonie mohylewskim, w sielsowiecie Siemukaczy.